# Лісна (Торопецький район)
Лісна (рос. Лесная) — присілок в Торопецькому районі Тверської області Російської Федерації.
Населення становить 123 особи. Входить до складу муніципального утворення Речанське сільське поселення.

## Історія
Від 2005 року входить до складу муніципального утворення Речанське сільське поселення.

## Населення
| 2010 |
| ---- |
| 123  |